# Christian Pundt
Christian Pundt (* 1973 in Lohne) ist ein deutscher parteiloser Politiker und seit dem 1. November 2021 Landrat des Landkreises Oldenburg. Zuvor war er bereits Bürgermeister der Gemeinde Hatten.

## Werdegang
Pundt absolvierte eine Ausbildung bei der Polizei in Hann. Münden und wurde im Anschluss in Oldenburg als Polizist eingesetzt. Parallel dazu besucht er die Abendschule und studierte an der Niedersächsischen Fachhochschule für Verwaltung und Rechtspflege sowie an der Universität Hamburg. An der Universität Bremen promovierte er und lehrte in Bremen nebenamtlich Kriminologie an der Hochschule für öffentliche Verwaltung. An der Fachhochschule des Bundes in Münster unterrichtete er Führungslehre und sozialwissenschaftliche Grundlagen des Verwaltungshandelns.
2014 kandidierte Pundt als parteiloser Kandidat zur Bürgermeisterwahl in Hatten und wurde bei dieser zum Bürgermeister gewählt. Zur Landratswahl 2021 kandidierte er erneut parteilos, jedoch mit Unterstützung von SPD, Bündnis 90/Die Grünen, FDP sowie der UWG Oldenburg. Er gewann im ersten Wahlgang mit rund 63 % der Stimmen.
Pundt ist verheiratet und hat zwei Söhne.